# Andreas Schlüter

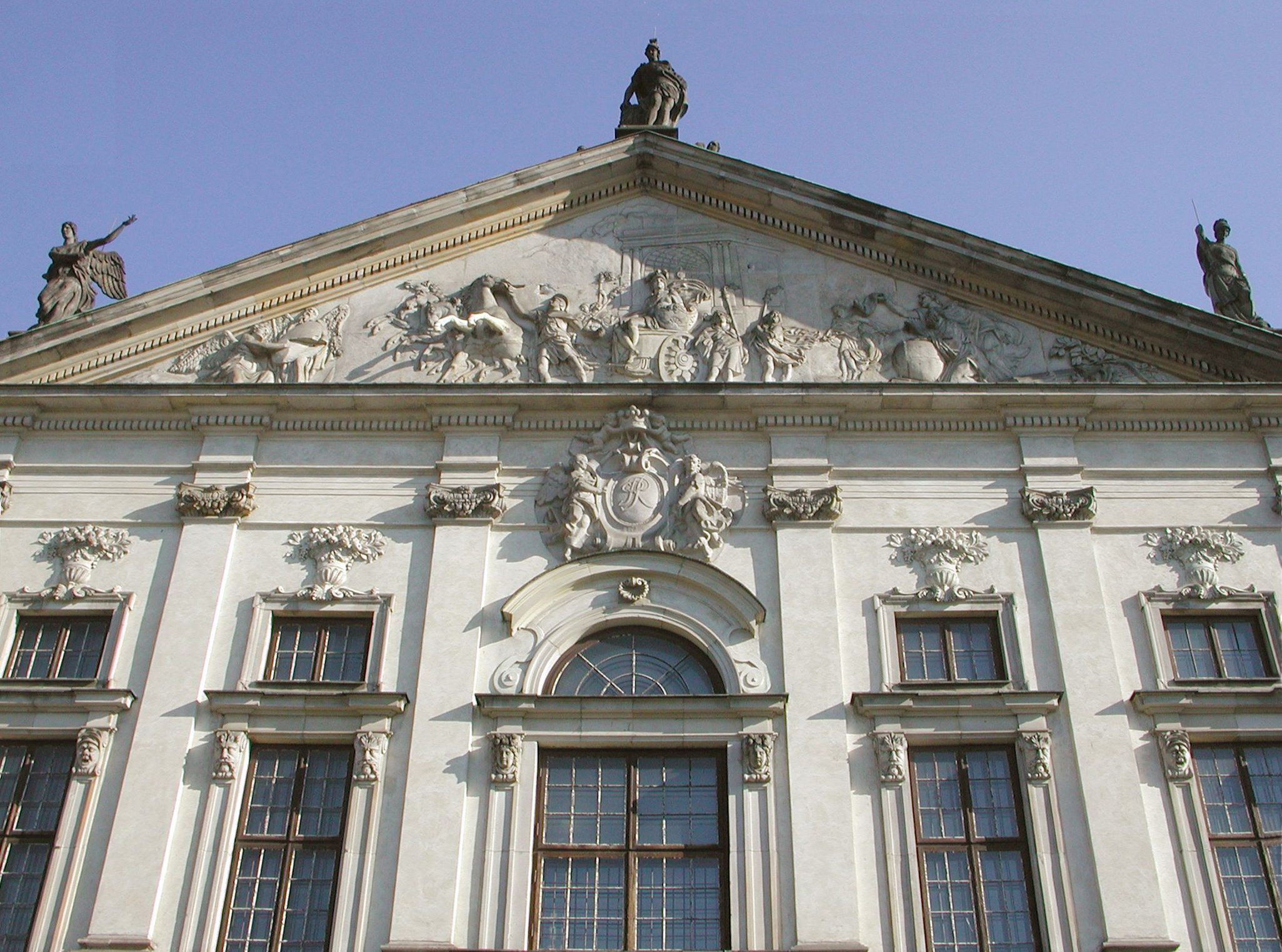
Triomf de Marc Valeri Messal·la Corví des del Palau de Krasiński a Varsòvia

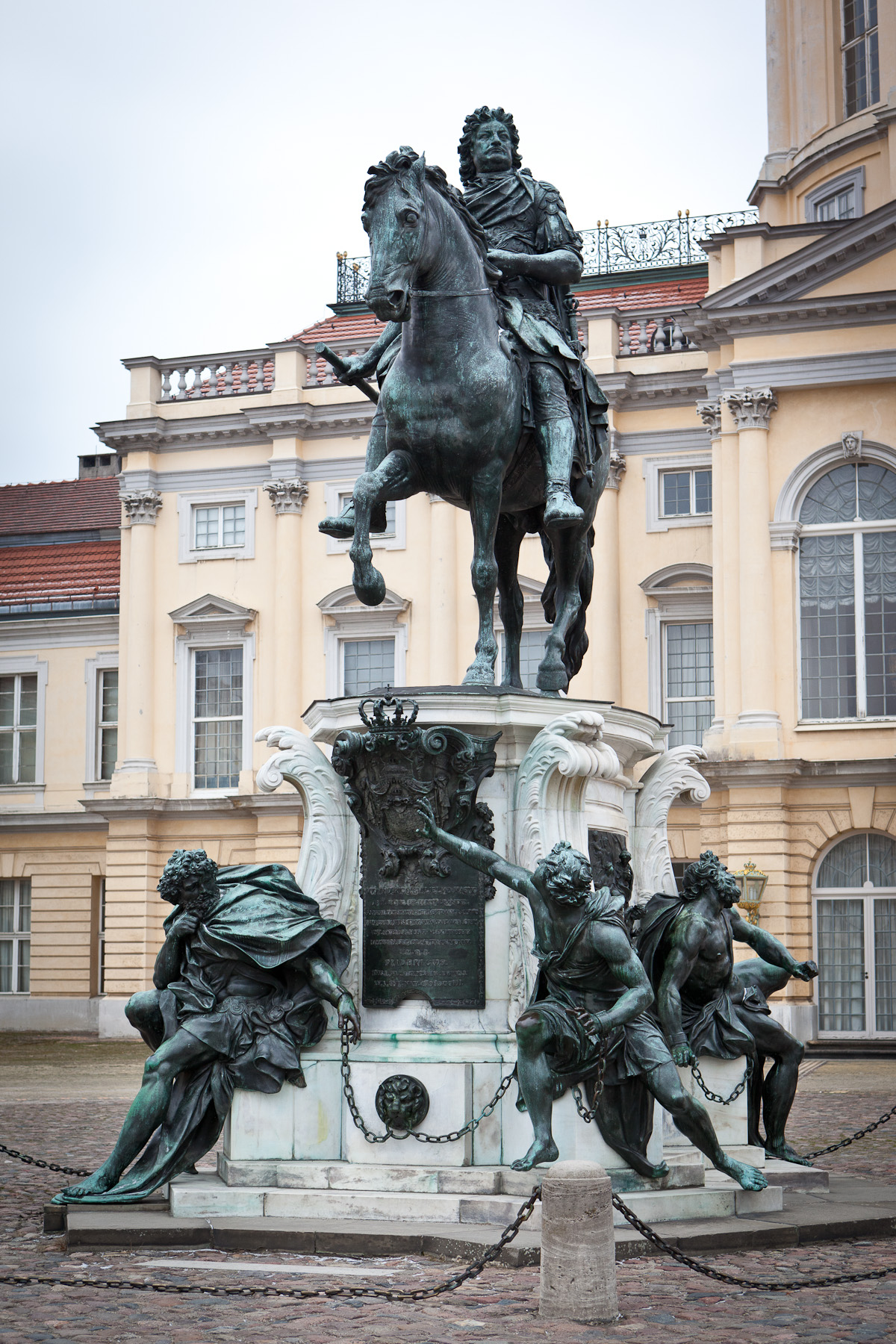
Estàtua eqüestre del Gran Elector en Berlín

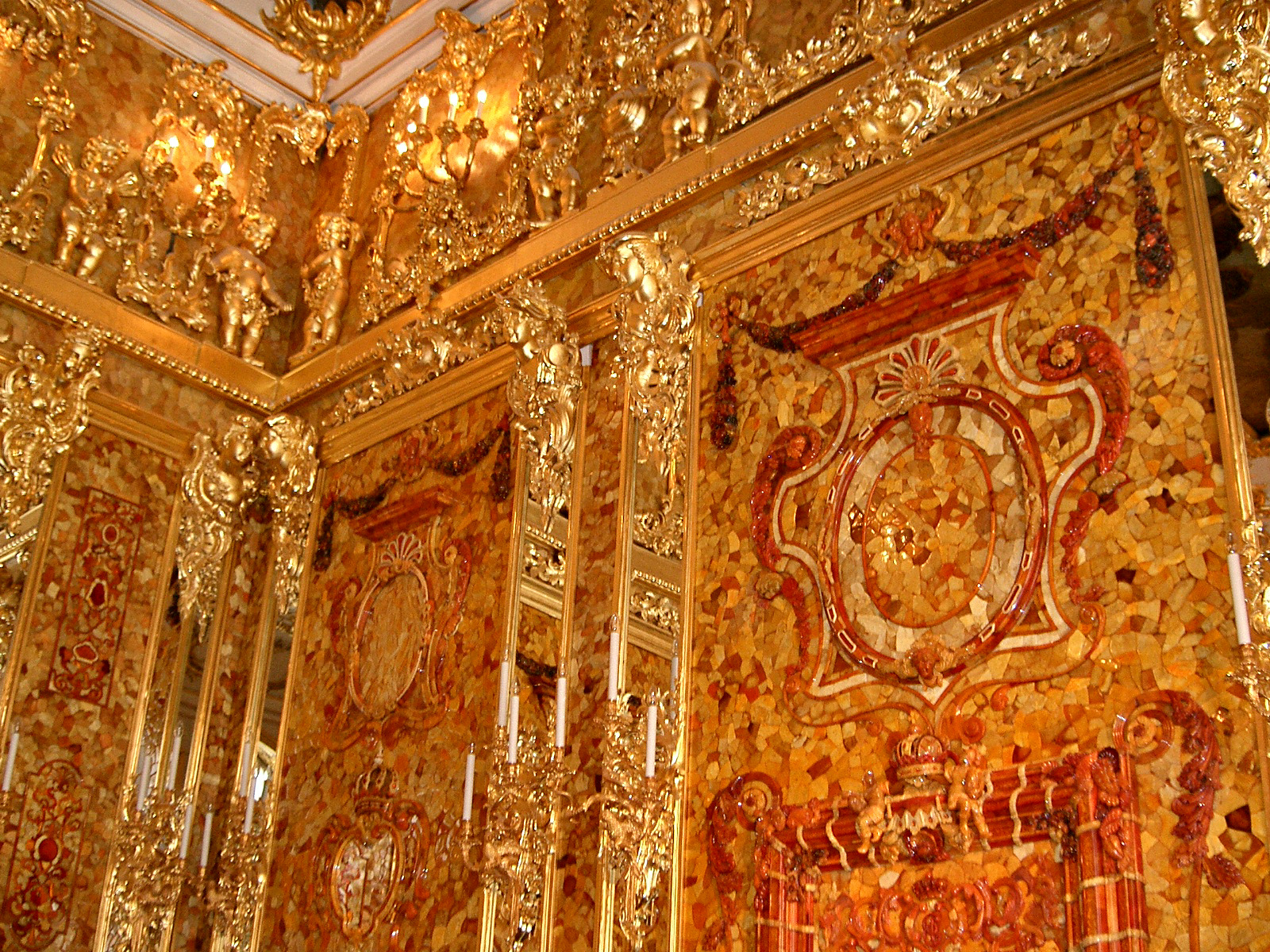
Cambra d'Ambre

Andreas Schlüter   (Gdańsk, 1660 - Sant Petersburg, 1714) va ser un escultor i arquitecte barroc alemany, actiu al Sacre Imperi Romanogermànic de la Nació Alemanya, a la Confederació de Polònia i Lituània i al Tsarat Rus.

## Biografia
Andreas Schlüter va néixer probablement a Hamburg. El principi de la seva vida és obscura, ja que es documenten almenys tres persones diferents amb aquest nom. Els registres de l'església de St. Miquel d'Hamburg mostren que un Andreas Schlüter, fill de l'escultor Gerhart Schlüter, hi havia estat batejat el 22 de maig de 1664. Documents de Gdańsk (Prússia Reial) van informar que un Andreas Schlüter (senior) havia treballat entre 1640 i 1652 al carrer Jopengasse de Danzig (l'actual ulica Piwna). Possiblement nascut l'any 1640, un Andrés Schliter és registrat com a aprenent el 9 de maig de 1656 pel gremi de paletes. Altres fonts indiquen 1659 com a any de naixement.
B. Probablement va passar diversos anys a l'estranger com a Journeyman. La seva primera obra, el 1675, podria haver estat epitafis dels ducs Sambor i Mestwin a la cúpula del monestir de Pelplin.
La primera obra coneguda de Schlüter va ser la decoració de la façana de la capella reial de Danzig, el 1681. Més tard va crear estàtues per al Palau de Wilanów del rei Joan III Sobieski a Varsòvia i escultures sepulcrals a Żółkiew (Zhovkva). El 1689 es va traslladar a Varsòvia i va fer els relleus del frontó i l'obra escultòrica del palau de Krasiński.
Schlüter va ser convidat a Berlín l'any 1694 per Eberhard von Danckelmann per treballar com a escultor de la cort a l'armeria (Zeughaus) de l'elector Frederic III. Les seves decoracions esculpides són una obra mestra de l'expressió barroca i del pathos. Mentre que els relleus més visibles de l'exterior havien de lloar la lluita, les estàtues dels guerrers moribunds de l'interior denunciaven la guerra i donaven una indicació de les seves creences religioses pacifistes (es diu que era mennonita). Viatjant per Itàlia el 1696, va estudiar l'obra de mestres com Michelangelo Buonarroti i Gian Lorenzo Bernini.
Schlüter també va treballar com a arquitecte i va construir molts edificis estatals a Berlín en el seu paper de «Hofbaumeister» (Arquitecte de la Cort), que va perdre quan una de les torres mostrava signes d'un fonament feble. També va exercir com a director de l'Acadèmia de les Arts de Prússia de 1702 a 1704, després de la qual cosa va començar a concentrar-se de nou en l'escultura, com a «Hofbildhauer» (Escultor de la Cort). La seva escultura eqüestre més important és la del «Gran Elector», Frederic Guillem de Brandenburg, fosa el 1708 i col·locada a «Lange Brücke» prop del Palau de la Ciutat de Berlín, ara situada a la cort d'honor davant el Palau de Charlottenburg.
El palau de la ciutat de Berlín, i moltes de les seves obres, van ser parcialment destruïts pels bombardeigs de la Segona Guerra Mundial i pel règim comunista posterior. Un destí semblant va tenir la Cambra d'Ambre, realitzada entre 1701 i 1709, l'obra arquitectònica més famosa de Schlüter.
El 1713 la fama de Schlüter el va portar a treballar per al tsar Pere el Gran a Sant Petersburg, on va morir d'una malaltia després de crear diversos dissenys. Juntament amb Johann Friedrich Braunstein, va dissenyar el Gran Palau i el Palau Monplaisir al Complex del Palau de Peterhof. També se li atribueixen l'edifici més antic de la ciutat, el Palau de Kikin, i els relleus del Palau d'Estiu. D'aquesta manera esdevingué una figura important del barroc petrí.

## Obres existents
- Façana de la Capella Reial, Gdańsk, 1681
- escultures a la façana del palau de Wilanów, Varsòvia, després de 1681
- escultures al frontó del palau Krasiński, Varsòvia, 1682–3, 1689–93
- epitafi d'Adam Zygmunt Konarski, catedral de Santa Maria de l'Assumpció, Frombork prop de Gdańsk, després de 1683
- altar i crucifix a l'església, Węgrów prop de Varsòvia, 1688–90
- escultures sepulcrals de la família Sobieski, Zhovkva prop de Lviv, 1692–93
- altar a l'església de Czerniaków, Varsòvia, 1690
- retrat del bisbe Jan Małachowski a la Catedral de Wawel, Cracòvia 1693
- estàtua eqüestre de l'elector Frederic Guillem, pati del palau de Charlottenburg, Berlín, 1689–1703,[3] amb una còpia al Museu Bode de Berlín
- Cambra d'Ambre (reconstrucció) al Palau de Caterina de Tsàrskoie Seló prop de Sant Petersburg, 1701
- púlpit, Església de Santa Maria, Berlín, 1703
- sarcòfags de Frederic I de Prússia i Sofia Carlota, rei i reina de Prússia a la catedral de Berlín